# Risshō Kōsei Kai
Risshō Kōsei Kai (立正佼成会), renommé Dai-Nippon Risshō Kōsei Kai (大日本立正交成会) à partir de juin 1960, est un mouvement bouddhiste japonais laïc fondé en 1938 par Nikkyo Niwano (1906-1999) et Myoko Naganuma (1889-1957) tous deux anciens membres du Reiyukai.

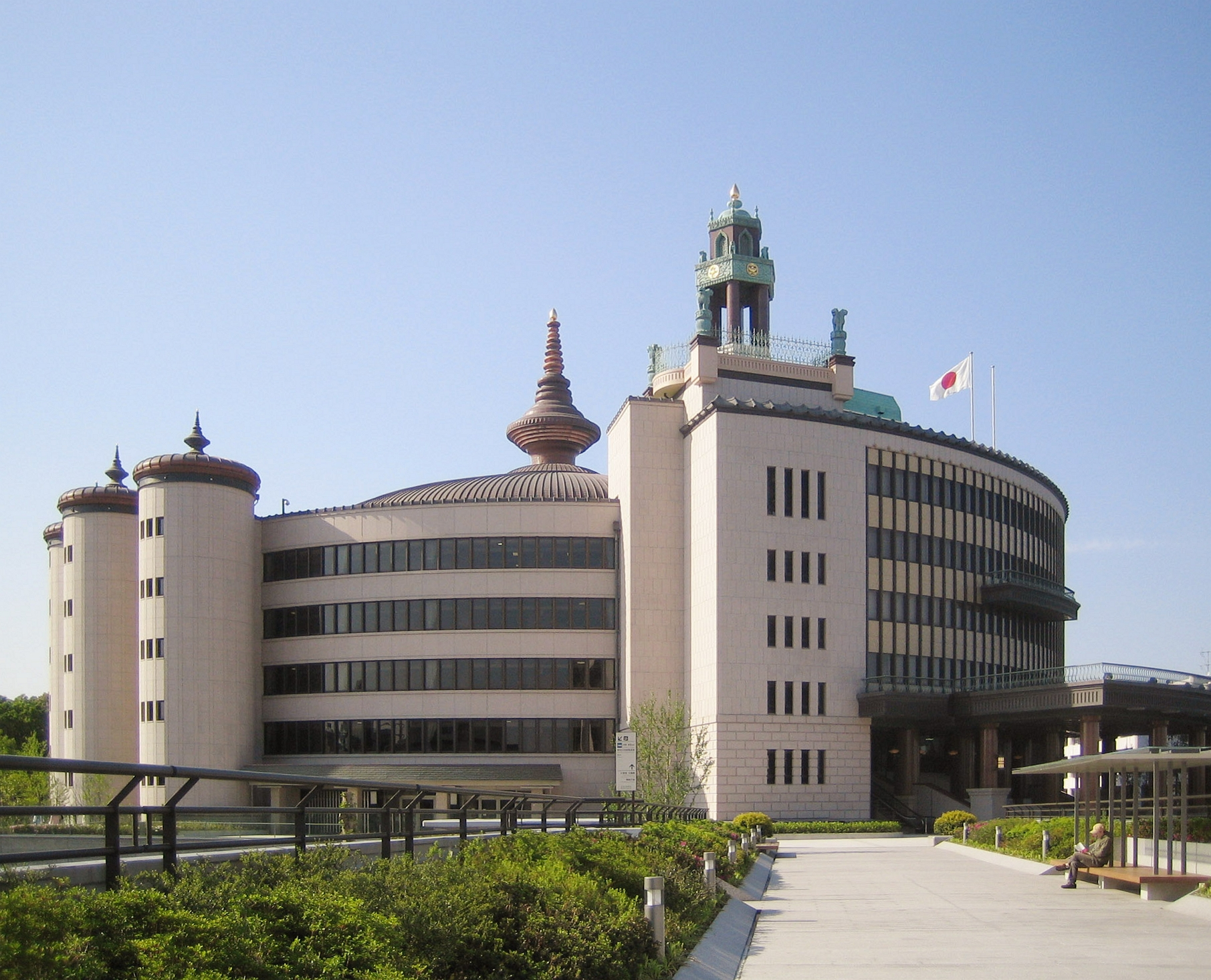

Le mouvement revendique 6,5 millions de membres dont la plupart vivent au Japon.